# Rob Wielaert
Rob Wielaert (n. 29 de diciembre de 1978) es un exfutbolista neerlandés.

## Carrera
Wielaert nacido en Emmeloord juega como defensa e hizo su debut profesional para el PSV durante la temporada 1997-1998. También ha jugado para equipos como el FC Den Bosch y el NEC antes de pasarse al FC Twente. Durante su estancia en el Twente, se estableció como capitán del equipo. Durante la ventana de transferencia de enero de este año fue transferido al Ajax, por un costo de 3 millones de dólares.

## Trayectoria
| Club                         | País         | Periodo   |
| ---------------------------- | ------------ | --------- |
| PSV Eindhoven                | Países Bajos | 1997-1999 |
| FC Den Bosch                 | Países Bajos | 1999-2000 |
| PSV Eindhoven                | Países Bajos | 2000-2001 |
| NEC Nijmegen                 | Países Bajos | 2001-2006 |
| FC Twente                    | Países Bajos | 2006-2008 |
| Ajax Ámsterdam               | Países Bajos | 2008-2010 |
| Roda JC                      | Países Bajos | 2010      |
| Ajax Ámsterdam               | Países Bajos | 2010-2011 |
| Roda JC                      | Países Bajos | 2011-2013 |
| Melbourne City Football Club | Australia    | 2013-2015 |

- Datos: Q766143